# Religione dei masai

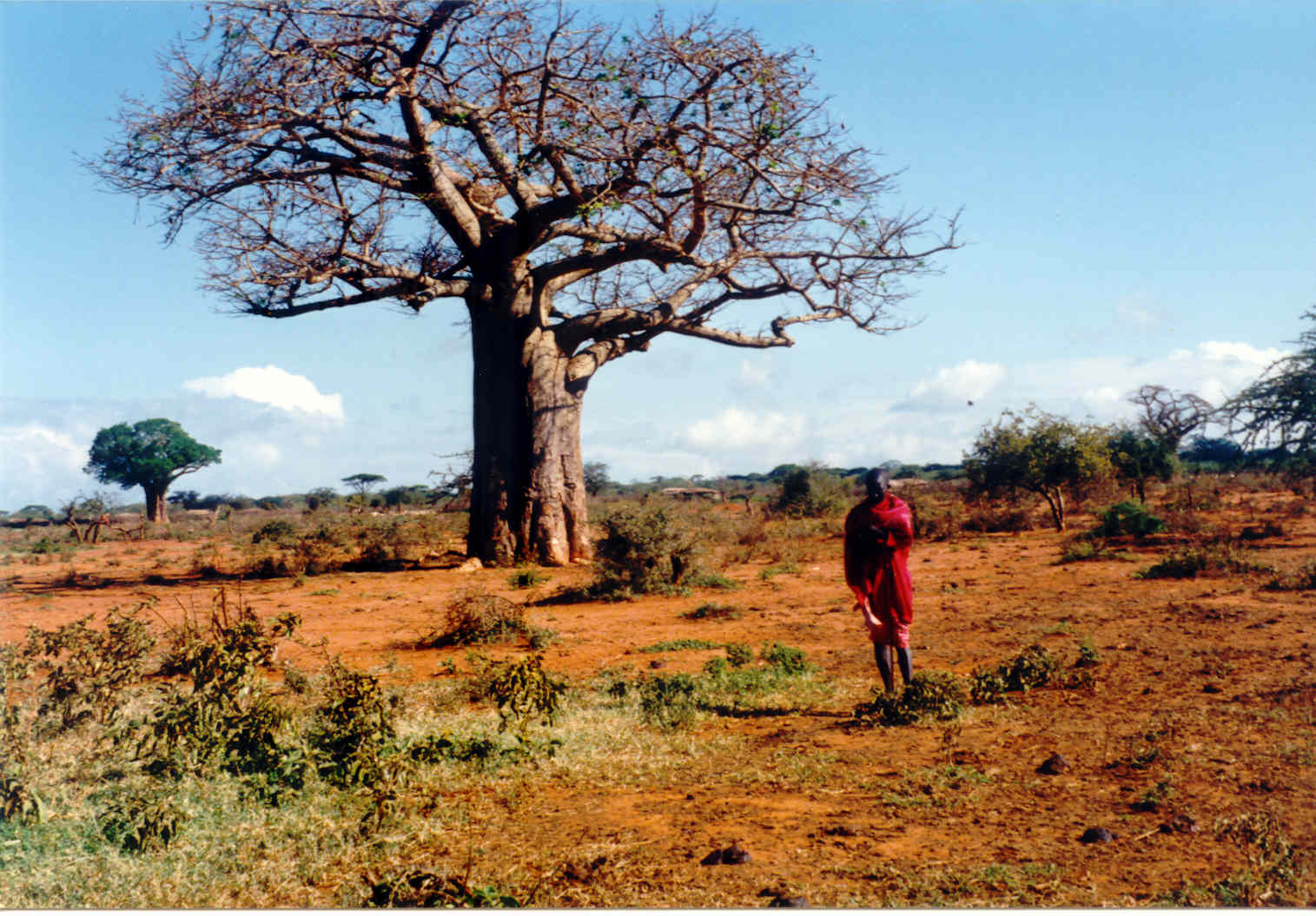

La religione dei Masai è stata molto influenzata dal Cristianesimo, ma mantiene ancora molte delle sue caratteristiche originarie e tradizionali. I masai sono monoteisti: la loro fede riconosce un solo Dio, creatore del mondo. Non credono alla vita dopo la morte, pur avendo una forma propria di culto degli antenati.

## Enkai (Dio)
Enkai (od anche Ngai, En-kai, Engai, Eng-ai, Mweai, Mwiai) è il creatore del mondo e l'unico Dio della religione masai e pur essendo uno, Enkai ha molti aspetti, e può essere descritto sia al femminile che al maschile. Nessuno però conosce la vera natura di Dio. Spesso gli viene attribuito un colore, che distingue il suo atteggiamento del momento: in particolare si distinguono Enkai narok, "Enkai nero" (o scuro, blu scuro), benevolente verso il popolo, e Enkai nanyokie (rosso), arrabbiato e ostile. In alcuni racconti tradizionali masai, Enkai nero ed Enkai rosso sono rappresentati come diversi soggetti, in conflitto fra loro. Quando si chiede ai masai di descrivere Dio, essi lo definiscono parnumin, "quello dei tanti colori", a sottolineare la complessità di Dio; complessivamente, Enkai è comunque visto come una forza positiva.
Dio ha creato tutto e abitava sulla terra insieme agli uomini. Un giorno però – la ragione non è ben chiara – Dio decise di allontanarsi e di andare a vivere in cielo (Enkai significa anche "cielo") portando con sé tutto il bestiame che aveva. Il bestiame, però, aveva bisogno dell'erba; quindi Enkai lo rimandò sulla terra, affidandolo alle cure dei Masai, che da allora hanno il compito di custodirle. Per questo motivo, i Masai tradizionalmente considerano blasfemo occuparsi di attività diverse dalla pastorizia.

## Oloibon (sacerdoti)
In ogni gruppo di iniziazione, gli anziani scelgono un giovane che prenderà la funzione di oloibon – "l'uomo del sacro". Questo giovane verrà istruito sui rituali e crescerà in capacità e responsabilità a seconda del suo comportamento sociale. L'oloibon è considerato un leader spirituale, la persona in grado di fare da tramite tra Dio e gli uomini; guida il proprio gruppo di età nelle cerimonie e ha potere su tutti i masai di un determinato territorio. Gli oloibon di una comunità sono sempre scelti dalla stessa famiglia; tuttavia, tale famiglia non è considerata di per sé sacra.
Un oloibon capace può arrivare a consigliare gli anziani nelle loro decisioni anche quando queste non hanno a che vedere con il mondo spirituale. Alcuni oloibon sono considerati profeti, guaritori, o sono chiamati a dare il loro giudizio sulle questioni della vita degli altri. Non è raro che un masai compia un viaggio di vari giorni per consultare un oloibon particolarmente capace. Molti oloibon (ma non tutti) sono esperti nell'uso medicinale di erbe e cortecce d'albero.

## Spiriti guardiani
Enkai assegna a ogni persona, alla nascita, uno spirito guardiano incaricato di proteggerla fino alla morte. Sebbene il tema della vita dopo la morte non sia fortemente sentito nella religione e nella mitologia masai (come in quelle degli altri popoli di pastori nilotici), essi ritengono che gli spiriti guardiani conducano i defunti che hanno condotto una vita buona in un luogo di grandi pascoli e bestiame abbondante, e che coloro che non lo meritano siano invece portati nel deserto.. Inoltre, in alcuni riti (per esempio quelli per propiziare la pioggia) vengono rivolte preghiere agli anziani importanti del passato, e durante i riti segreti di inumazione degli oloibon, alcune preghiere e gesti alludono a un incontro con Dio. La fede in una vita dopo la morte fisica sta gradualmente affermandosi nella religione masai, anche a causa dell'influenza del Cristianesimo.

## Figure spirituali
Alcune persone, o ruoli sociali, hanno un significato spirituale nella cultura masai tradizionale, o lo hanno acquisito a causa dell'influenza del cristianesimo. L'olchekut supat ("bravo pastore"), per esempio, è quel masai che protegge le greggi, trova i migliori pascoli e l'acqua per far bere gli animali, e può arrivare a dare la vita per difenderli dall'attacco delle fiere. Questa figura della tradizione masai si è fusa con quella del Buon Pastore evangelico, e nella cultura masai odierna è diffusa l'idea che l'olchekut supat sia simile a Dio (Cristo). Analoga identificazione con Cristo è avvenuta per la figura del mepukori, colui che riesce a trovare cibo per la comunità nei tempi di carestia. Il cristianesimo ha anche influito sul valore attribuito al dono disinteressato al prossimo, già proprio della tradizione masai.

## Altre figure
Le-eyo è un essere i cui racconti lo collegano alla nascita della morte.

## Ruolo del bestiame
Il bestiame svolge un ruolo determinante nei riti e nelle credenze religiose masai. Le interiora degli animali sono offerte in sacrificio a Dio, e i bovini compaiono spesso anche nel testo delle preghiere. Nel rito che serve a curare l'infertilità femminile, l'ultima cerimonia – dopo aver invitato lo Spirito di Dio ad essere presente - consiste nel far passare la donna sterile sotto una vacca che abbia figliato da poco. Anche nelle cerimonie di iniziazione, vacche e tori vengono usati in diversi momenti per sottolineare l'importanza dei vari passaggi.
Sebbene il bestiame sia oggetto di rispetto e talvolta di affetto, presso i masai non c'è l'abitudine di onorare un particolare animale, come avviene per esempio presso Pokot, Turkana e Karamojong (che attribuiscono al "bue preferito" quasi lo status di essere umano). I masai considerano il bestiame inferiore all'uomo e mantengono verso gli animali un atteggiamento utilitaristico.

## Alberi sacri
Nel mondo religioso masai vari alberi assumono un significato sacrale, e gli alberi svolgono un ruolo in quasi tutti i riti. Il fico ereteti (ficus nalalensis) rappresenta la longevità e la vicinanza a Dio; abbattere questo tipo di albero è una cosa impensabile e sacrilega. L'oseki è un albero della pace: alla sua ombra si fanno i sacrifici nei momenti di tensione fra le diverse comunità. È sufficiente mettere un ramoscello di oseki tra due litiganti per fermare qualsiasi violenza.